# Хоэнфурх
Хоэнфурх (нем. Hohenfurch) — община в Германии, в земле Бавария. 
Подчиняется административному округу Верхняя Бавария. Входит в состав района Вайльхайм-Шонгау. Подчиняется управлению Альтенштадт (Обербайерн).  Население составляет 1501 человек (на 31 декабря 2010 года). Занимает площадь 12,41 км².

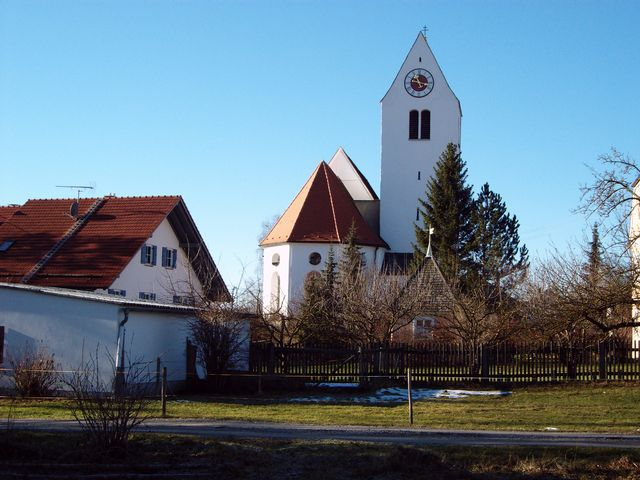
Церковь